# Rif
El Rif (en árabe: الريف‎ o الساحل, en lenguas bereberes: ⴰⵔⵉⴼ, traducción: el cabo, la costa) es una región con zonas montañosas y zonas verdes del norte de África, con costa en el Mediterráneo, que limita con Tánger y abarca hasta Saidia en la frontera con Argelia. 
Esta región se ha distinguido del resto de Marruecos desde la época de los dos protectorados. El Rif estaba bajo protectorado español con Tetuán como capital, y el resto del actual Marruecos estaba bajo protectorado francés con Rabat como capital. 
Desde la recuperación del Rif por Marruecos (7 de abril de 1956), ha habido hasta hoy movimientos independentistas rifeños que reivindican su propia independencia de Marruecos.  
El Rif incluye siete provincias en el norte de Marruecos, es decir, las 7 provincias que estaban bajo protectorado español, entre ellas:
- La provincia de Tánger (40)
- La provincia de Fahs-Anyera (41)
- La provincia de Larache (42)
- La provincia de Chauen (43)
- La provincia de Alhucemas (45)
- La provincia de Driuch (76)
- La provincia de Nador (50)

Se trata de una región tradicionalmente aislada y desfavorecida. El idioma materno de la parte oriental del Protectorado del Rif es el "bereber rifeño" o tarifit (provincias de Alhucemas, Driuch, Nador) y, el de la parte occidental (provincias de Fahs-Anyera, Larache, Chauen) es el árabe dialectal. Tienen gran presencia el francés y el español, que constituyen las principales lenguas extranjeras. 
No se ha de confundir la región del Rif con las montañas del Rif, que se extienden más allá de la región con el mismo nombre.
Las localidades más notables son Chauen, Taunat, Targuís, Alhucemas (antigua Villa Sanjurjo), Driuch, Melilla, Nador y Kebdana.
Parte de esa zona geográfica del Norte de África, incluye las ciudades españolas autónomas de Melilla y Ceuta.

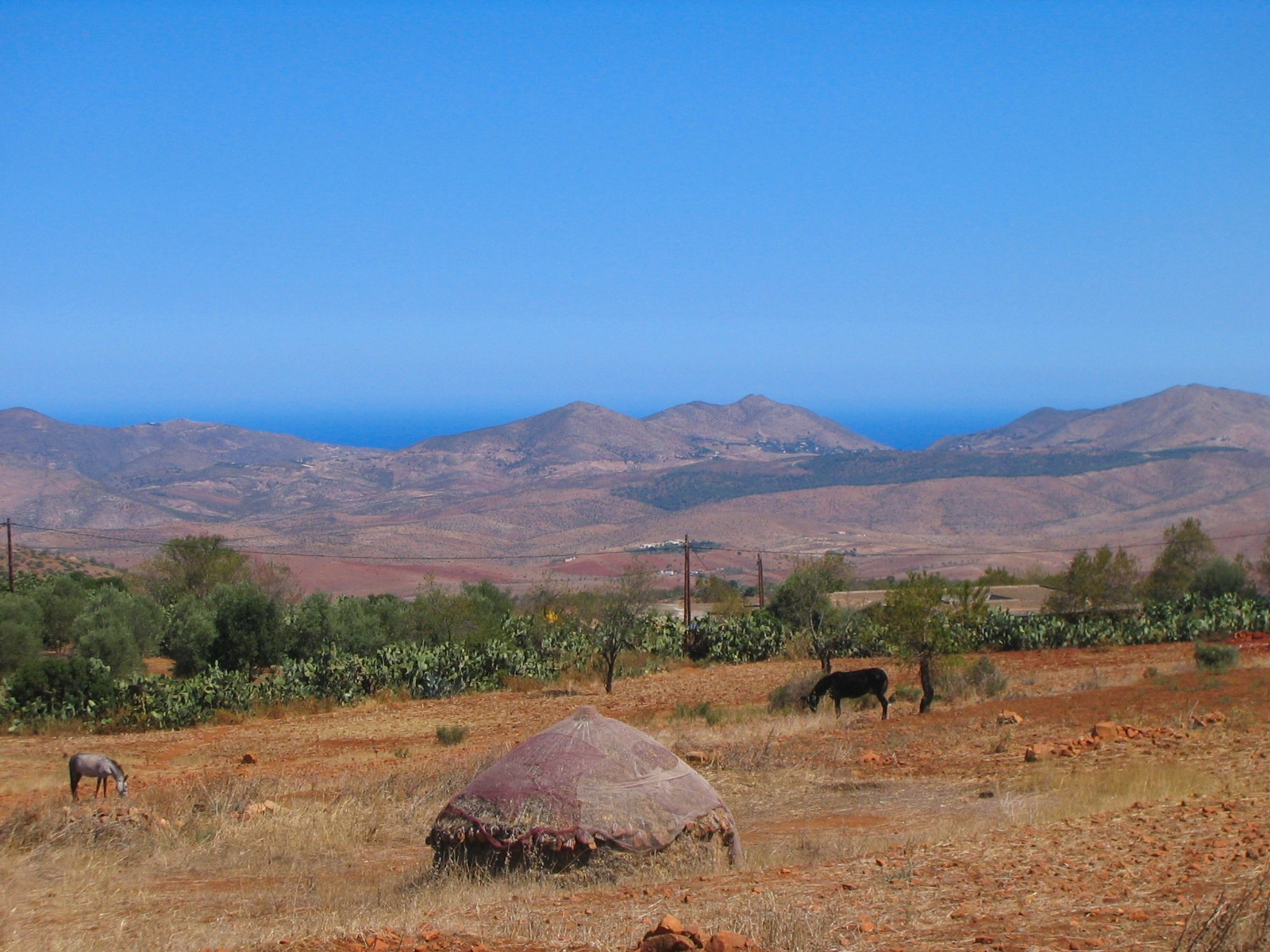
Montañas del Rif cerca de Alhucemas.

Bandera de la República del Rif

## Etimología
La palabra ‘‘Rif’’ proviene del árabe ‘‘ريف’’ (’‘rīf’’), que significa “orilla” o “margen”. Este término hacía referencia a las tierras costeras y fértiles ubicadas cerca del mar Mediterráneo, un aspecto clave de la geografía de la región. En el contexto del Rif, este nombre fue adaptado por las comunidades amaziges de la zona, que lo transformaron en ‘‘Arrif’’, integrándolo a su lengua tamazight.
Históricamente, el término ‘‘Rif’’ se ha utilizado para referirse a esta región montañosa del norte de Marruecos, que ha sido habitada por diversas tribus bereberes (imazighen). La palabra ‘‘Arrif’’ en tamazight tiene connotaciones que van más allá de lo geográfico, conectándose también con la identidad cultural rifeña, marcada por un fuerte sentido de independencia y arraigo territorial.
Además, esta transformación lingüística puede compararse con otros procesos similares en los que las lenguas locales adaptan palabras externas, como es el caso de algunos dialectos vascos, que añaden una ‘‘a’’ inicial a ciertos términos, como se observa en la transformación de “razón” en “arrazoi”.
El Rif ha sido, durante siglos, una región clave por su ubicación estratégica frente al Mediterráneo y por su historia de resistencia cultural y política.

## Geografía

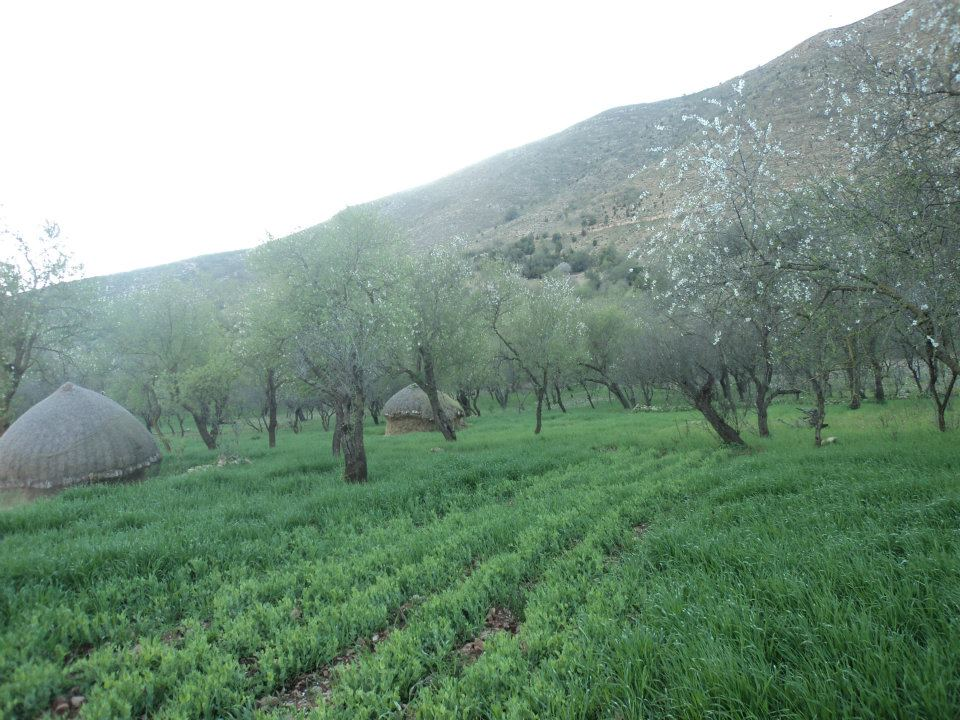
Paisajes en el parque nacional de Alhucemas (RIF).

El Rif es una cadena montañosa que geológicamente forma parte del Arco de Gibraltar (junto con la Cordillera Bética), un orógeno del Período terciario. Las montañas del Rif muestran un relieve abrupto a orillas del Mediterráneo desde Saidia hasta Tetuán, siendo frecuente que las montañas acaben en violentos acantilados, en contraste con las suaves colinas de los alrededores de Tánger. Abarca desde Puerto Capaz, en la costa mediterránea y Targuist en el interior, hasta la frontera argelina; pero en sentido más amplio, el Rif engloba todas las zonas montañosas que se extienden en forma de arco desde Tánger hasta el valle del Muluya pasando por Ceuta.
Esta cadena montañosa no es muy elevada, sus altitudes máximas apenas sobrepasan los 2000 m. Sus mayores cumbres son el Tidirhin con 2452 m en la región de Ketama, el Akra con 2160 m, sobre Bab Taza, el Tisuka con 2122 m y el Sfiha Telj con 2038 m, rodeando Chauen, y el Kelti con 1926 m, cercano a Souk el Arba de Beni Hasan.
Al este, las cumbres de caliza se pueblan de árboles y en la sección central del Rif, las encinas dan paso a elevados bosques de cedros, donde habita entre otras especies el famoso macaco de Berbería; existen también plantaciones de quif en Ketama. Aquí está el Tiguidín, una montaña cuya cima suele estar cubierta de nieve. Después, las montañas son más rojas y el terreno se encuentra desnudo y yermo en los alrededores de Alhucemas. Desde aquí hasta Uxda (situada al sur de una fértil llanura costera, en la frontera con Argelia) el terreno está lleno de lechos de río secos provenientes de las montañas, los cuales vuelven a llevar agua durante las lluvias invernales , denominados "ighezran".
Las playas de la costa del Rif, al pie de las montañas, son de las mejores de Marruecos, y constituyen un atractivo turístico, y algunos de los mejores restaurantes de pescado de Marruecos se encuentran en esta zona.

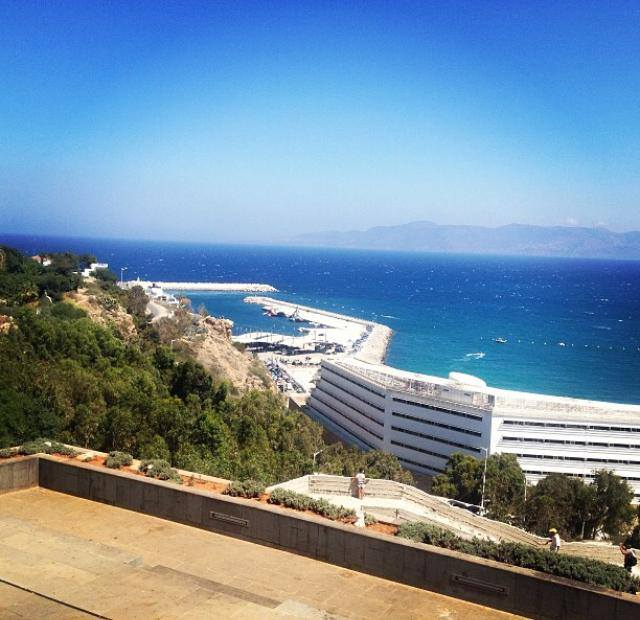
Ciudad de Alhucemas fue la capital de Rif en 1921-1926.

## Geología
La orogenia alpina (segunda mitad de la Era Terciaria), originada por el desplazamiento de África hacia el norte y su choque consiguiente con Europa, inició su elevación, así como la de las cadenas montañosas actuales que rodean el Mediterráneo. El Rif es, pues, por su edad y su estilo una típica cadena alpina, con un zócalo antiguo sobre el que se apoyan series sedimentarias de la Era Secundaria y Terciaria muy deformadas por pliegues y mantos de cabalgamiento, superponiéndose los del norte sobre los del sur. Esta compresión originó un metamorfismo de mayor o menor grado, siendo especialmente intenso en la zona de la costa.

### Rif interno
Se extiende desde Ceuta hasta Puerto Capaz y luego aparece cerca de Nador, en el cabo Tres Forcas y el macizo de Beni Bucraa, y hacia el interior comprende las zonas de Tetuán y Chauen. Está formado por unidades tectónicas cabalgantes hacia el suroeste unas sobre otras. 
Las unidades más antiguas son las denominadas Sébtidas y están formadas por rocas plutónicas (pingas) (peridotitas) y metamórficas de grado alto (gneis de Cabo Negro). Le siguen en antigüedad las Gomárides, paleozoicas, formadas por materiales paleozoicos (cuarcitas, esquistos y pizarras).
Hacia el interior se encuentra la dorsal calcárea, que presenta tres conjuntos separados:
- El Hauz, que se inicia en el monte Hacho y llega hasta el monte Dersa en Tetuán.
- La Dorsal Calcárea propiamente dicha, que se inicia enfrente de Tetuán, en los montes Gorgues y Bu Zaitun y llega hasta Bab Taza-Asifan.
- Los Bocoya, cerca de Alhucemas.

La dorsal calcárea está formada por materiales de la Era Secundaria que abarcan el Triásico, Jurásico medio y el Cretácico inferior. En su base aparecen dolomías grises, y en las cumbres, calizas claras, mezcladas a veces con calizas detríticas verdes violáceas. La dorsal cabalga sobre las unidades del Rif medio.

### Rif medio
Más al sur de las unidades anteriores aparecen las capas de Flyschs que se apilan de norte a sur. Son depósitos de la Edad Secundaria y Terciaria que se depositaron en zonas más o menos alejadas de taludes continentales y aunque en todos estos depósitos se observa una alternancia de areniscas, arcillas y a veces calizas, cada conjunto tiene su propia historia. En muchos casos son mantos alóctonos que no tienen relación entre sí.
La dorsal se superpone al oeste a la capa de Beni Ider y al este a la capa de Tisiren, y estas dos últimas cabalgan sobre las capas de Tánger y Ketama.

### Rif externo
Comprende las colinas de Uezán y alrededores de Mequinez, formadas por margas depositadas en el Mioceno superior. 
En la zona más oriental, durante el Mioceno superior hubo una intensa actividad volcánica visible en Cabo Quilates, Cabo Tres Forcas, el Gurugú y Beni Bu Ifrur.
El levantamiento reciente de la costa se pone de manifiesto en la existencia de playas y rasas costeras por encima del nivel actual del mar, por la fuerte pendiente de los torrentes que vierten al mar y por el predominio de los acantilados. 
Se encuentran los típicos paisajes cársticos formados sobre capas calizas muy deformadas, a veces casi verticales. La red fluvial instalada desde el Villafranquiense superior ha labrado profundos cañones y valles, con cascadas, arcos naturales en la roca y formaciones tobáceas. Son frecuentes las grutas, surgencias de agua, dolinas y lapiaces en surco. Las elevadas pendientes, que con frecuencia superan los 1000 m, la ausencia de carreteras y pistas, hacen difícil el tránsito por la región y en muchos casos sólo se puede acceder por senderos.

## Flora
Según se avanza de Chauen a Ketama por las accidentadas alturas del Rif, aumentan los bosques de cedro y de roble por el incremento de humedad y precipitaciones asociado a la altura, lo que convierte a esta zona en ideal para otro tipo de cultivos distinto que en las llanuras costeras.

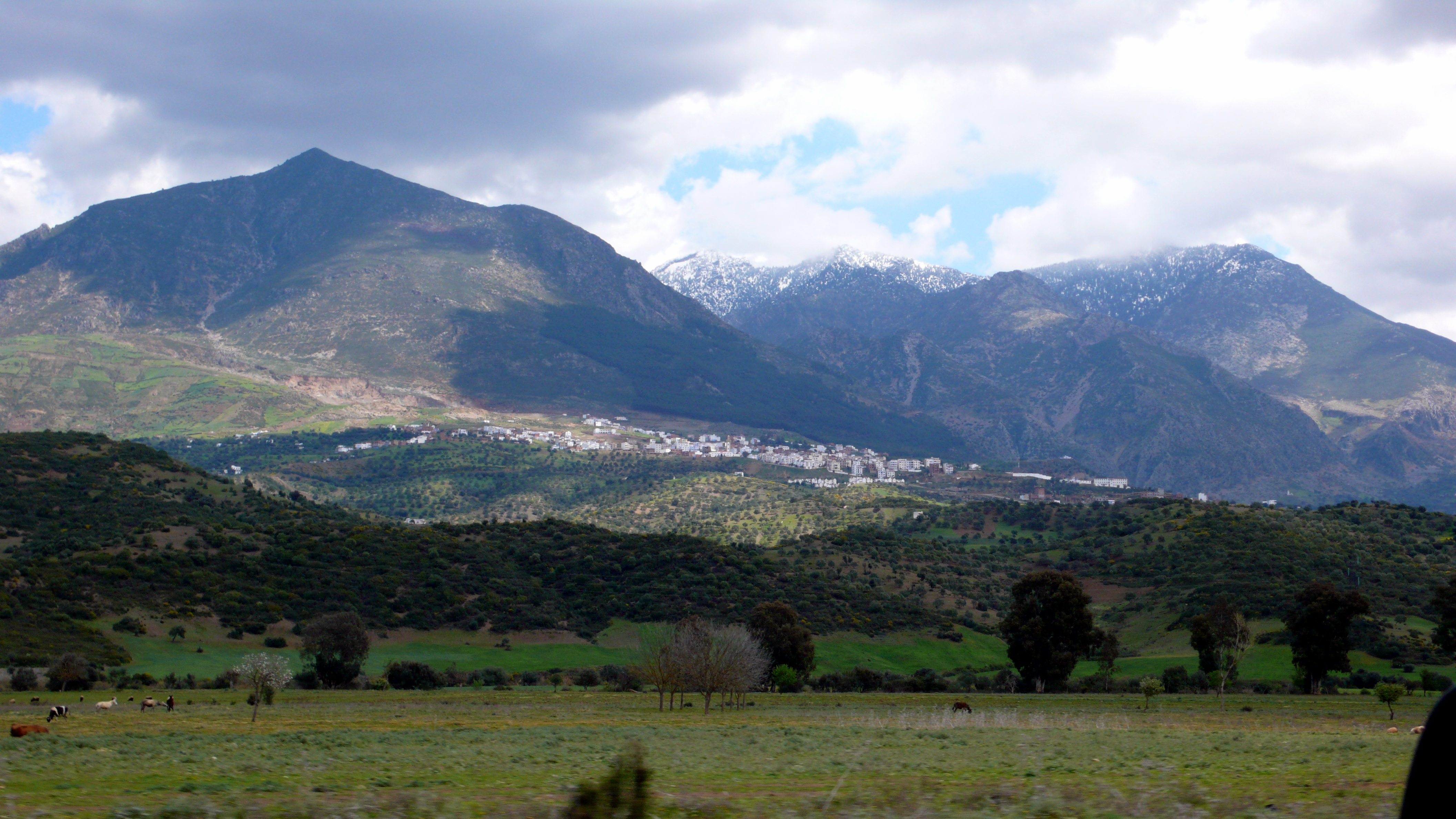
Vista general de Chauen.

Según leyes del antiguo protectorado español y adaptadas tras la independencia y marroquinización del Rif, es legal el cultivo y consumo de quif (Cannabis indica) seca para pipas tradicionales de la zona;[cita requerida] lo que está penalizado es la traformación de quif en hachís y el tráfico de drogas. El hachís, o quif como llaman los lugareños a la planta (Cannabis indica), es ilegal en Marruecos; no obstante, se fuma abiertamente en todo Marruecos, y las plantaciones en los campos de cultivo en torno a Ketama son claramente visibles desde la carretera. El Corán, que claramente prohíbe el alcohol, no lo hace así con el quif. De esta manera, no habiendo una prohibición clara, la población (sobre todo la masculina) lo fuma abiertamente confiando en una interpretación "menos rigurosa" de las leyes del Corán.
La alta pluviosidad (supera los 1000 mm) y las nieves de las cumbres, que duran hasta el mes de mayo, mantiene bosques típicos de latitudes más húmedas. La vegetación es típicamente mediterránea y se inicia en las partes bajas con bosques de araar y acebuche, que la mayoría de las veces están muy degradados, pero se conservan ejemplares centenarios en pequeños bosquecillos junto a los santuarios y cementerios. Entre ellos se desarrolla un sotobosque de lentisco, mirto y madroño, y es frecuente encontrar ejemplares de gran talla de algarrobo. A medida que se gana altura van apareciendo los bosques más húmedos de robles, alcornoques, pinsapos y cedros. En los lechos de los ríos y barrancos se desarrollan los bosques de adelfas y fresnos, y en lugares más altos aparece la laurisilva, con algunos alisos centenarios.

### Pinsapares y cedrales
El pinsapo o abeto marroquí (Abies maroccana = Abies pinsapo var. maroccana) forma bosques relativamente bien conservados, situados en las cumbres de las montañas calcáreas del Rif occidental (montes Tisuka, Meggu, Lakrâa, Tazaot, Tisirene, etc.) entre 1500-2000 m.
Es frecuente que los bosques de pinsapos no sean puros y junto a ellos crezcan cedros, pino negral (Pinus pinaster subsp. hamiltonii), pino salgareño norteafricano (Pinus nigra subsp. mauritanica), encinas (Quercus ilex), quejigos (Quercus faginea), arces (Acer opalus subsp. granatensis), tejos (Taxus baccata), acebos (Ilex aquifolium) y majuelos (Crataegus sp.), que en el Hauz llegan a formar bosquecillos con ejemplares arbóreos.
Los pinsapares están protegidos, la mayor parte de ellos están dentro del Parque Nacional de Talasamtan, pero dos amenazas los acechan: los incendios provocados por los campesinos para conseguir nuevas tierras de cultivo y los cambios climáticos globales que están haciendo subir la temperatura media de la Tierra.
El cedro del Atlas (Cedrus atlantica) es un árbol forestal que forma frondosos bosques en el Rif occidental y central (15 000 ha). Vive entre los 1200- 2400 m y suele marcar el límite superior del bosque en la alta montaña norteafricana.

### Encinares
En la región, la encina (Quercus ilex) forma bosques que ocupan las laderas más cálidas frente a los pinsapares. Además se encuentra dispersa entre otras formaciones boscosas como los cedrales, pinares y alcornocales. Vive en todo tipo de suelos, desde el nivel del mar hasta los 2400 m, tolerando diferencias de temperatura de hasta 40 °C.

### Los quejigares
Los quejigares están formados por el quejigo común (Quercus faginea) y sobre todo por el quejigo moruno (Quercus canariensis). Crecen en cualquier tipo de sustrato, aunque el común prefiere los terrenos calizos por encima de los 1000 m, y el moruno prefiere los silíceos desde el nivel del mar hasta los 1800 m. Ambos requieren bastante humedad, por lo que los mejores bosques se desarrollan en zonas donde las precipitaciones medias anuales son superiores a los 1000 mm.
Los bosques de quejigo moruno están bien desarrollados en el Rif centro-occidental, mezclándose muy a menudo con los alcornoques.
Los bosques de quejigo común aparecen sobre todo en las montañas calizas del Rif occidental y los esquistos del Rif central, como la región del Tidirhín.

### Los alcornocales
El alcornoque (Quercus suber) es un árbol típicamente mediterráneo que forma grandes bosques en suelos silíceos, sueltos, bien aireados y relativamente húmedos. Aunque suelen vivir desde el nivel del mar hasta los 1500 m, necesita muchas precipitaciones; si éstas no son demasiado altas, debe existir mucha humedad en el suelo y en el ambiente. No soporta bien las heladas.

### Bosques de araares
Estos bosques, exclusivos del norte de África (con excepción de dos poblaciones dispersas, una en Malta y otra en la sierra de Cartagena-La Unión en la península ibérica), constituyen probablemente las formaciones forestales vivas más antiguas de esta zona, remontándose su antigüedad al Terciario.  
El araar, sabina mora o sabina de Cartagena (Tetraclinis articulata) cubre en Marruecos una superficie de unas 750 000 ha. Se desarrolla en cualquier tipo de suelo aunque prefiere los calcáreos, desde el nivel del mar hasta los 1200 m. Puede vivir en suelos muy pobres, en ambientes semiáridos, pero no soporta las heladas ni la excesiva continentalidad. La mayoría de los bosques actuales de la zona están muy degradados y son poco densos, con árboles de pequeña talla.
La madera del araar es de muy buena calidad, aromática, imputrescible, se agrieta poco y resulta fácil de trabajar. Cuando la parte aérea es talada se va formando un cepa subterránea que vuelve a rebrotar. Esta cepa llamada “lubia” puede tener hasta un metro de diámetro y da madera de bellos dibujos multicolores. Actualmente se usa para realizar objetos pequeños en la región de Esauira y se comercializa con el nombre de “madera de tuya”.

## Fauna
Las montañas del Rif albergan una subespecie propia de abeja melífera denominada Apis mellifera major, usada para la apicultura. Entre las especies endémicas de anfibios destaca la Rana saharica. Los reptiles son semejantes a los europeos, destacando solo una especie endémica, Lacerta pater, semejante al lagarto ocelado; especialmente abundantes son la tortuga mora (Testudo graeca) y los galápagos.
Los protagonistas indiscutibles de la zona son el jabalí y el mono de berbería (Macaca sylvanus), el primero por su abundancia, detectada por los rastros que deja, y el segundo por ser el único primate del norte de África. Los monos, diezmados por el hombre, se han refugiado en zonas aisladas de difícil acceso y en el recorrido sólo se ven en Akchour. El lobo, el chacal, el zorro, el tejón, la gineta, el gato montés africano (Felis libyca), el puercoespín, el erizo moruno (Atelerix algirus), la comadreja y la nutria completan la lista de mamíferos.
La avifauna es diversa y abundante y fácil de ver, y aunque aparentemente los picapinos, carboneros, pinzones, perdices, arrendajos, trepadores, etc. son como los europeos, en realidad hay marcadas diferencias; las palomas torcaces, halcones, lavanderas y tórtolas son muy abundantes.

## Historia

### Historia antigua
El Rif ha estado poblado desde épocas prehistóricas. En el siglo XI a. C., los fenicios se establecieron en las costas mediterráneas y atlánticas para formar puestos de comercios, fundando ciudades como Tetuán, Melilla y en el siglo V a. C. Tánger. 
Más tarde los cartagineses reemplazaron a los fenicios como la potencia de la región. Y con la tercera guerra púnica Roma venció a Cartago y el Rif formó parte de la provincia romana de Mauretania. Con el emperador Claudio, Tánger fue la capital de Mauritania Tingitana. En el siglo V d. C., la región fue invadida por los vándalos, venciendo a los romanos, hasta el siglo VI que los bizantinos conquistaron parte de la región. 
En el 710, Salih I ibn Mansur fundó el Reino de Nekor en el Rif. Entonces, los árabes fundaron numerosas ciudades. En siglo XV muchos moriscos de la península ibérica fueron expulsados de los reinos cristianos españoles y trajeron al Rif su cultura, música andalusí e incluso fundaron la ciudad de Chauen. La Casa de Medina Sidonia con el beneplácito de la reina Isabel la Católica de España creó la ciudad de Melilla en 1497.

### Influencia española
El Rif es una zona con influencia española desde hace siglos. En efecto, En 709 el conde Julián de Ceuta cambia de lealtades por el califato Omeya. De hecho, fuentes arábigas hablan de la traición del conde como una de las causas de la derrota en 711 del reino visigodo. Entre 788 y 1291, la ciudad depende de diferentes taifas de la península ibérica. En 1249 la dinastía de los azafíes se hace con el poder en Ceuta. Según el Tratado de Monteagudo de las Vicarías (1291, entre Castilla y Aragón), la ciudad queda en la zona de influencia de Castilla. En 1305, siendo parte del Reino nazarí de Granada, la ciudad entra en el juego de la política mediterránea de Castilla. 
La caída de Constantinopla ocurrió finalmente el martes 29 de mayo de 1453. Los turcos tomaron la ciudad de Constantinopla tras un prolongado asedio liderado por Mehmed el Conquistador, de 21 años, quien la convirtió en su nueva capital. Este fue un suceso que impactó a la sociedad europea de la época. Según algunos historiadores, marca el final de la Edad Media al suponer el fin definitivo del Imperio romano. 
A partir de ese momento, se inicia un clima de sospecha hacia la población de la península, de religión musulmana. Vistos con posibles aliados del imperio turco, se fragua el clima antimusulmán como parte del control del territorio por parte de los diferentes reinos cristianos que coexisten en la península ibérica. 
Salida de la población musulmana de la Península
La minoría morisca en la España de los Austrias se originó en 1501, cuando a los antiguos mudéjares —musulmanes que vivían en territorio dominado por los cristianos— se les puso en la disyuntiva de recibir el bautismo o ser expulsados de los reinos peninsulares. La mayor parte de ellos aceptó el sacramento que oficialmente los convertía en cristianos, y pasó a conocérselos como moriscos o como cristianos nuevos, para distinguirlos de quienes descendían de familias cristianas sin musulmanes entre sus antepasados, los llamados cristianos viejos. No se trataba de una simple distinción religiosa, sino que establecía importantes diferencias sociales y privaba a los cristianos nuevos de acceder a cargos, honores o distinciones. Incluso de cursar estudios en las universidades, donde se exigía para ingresar los expedientes de limpieza de sangre, que demostraban la ausencia de antecedentes judíos o musulmanes al menos en las cuatro generaciones previas. La decisión de bautizarlos había partido del cardenal Cisneros, que comprobó que Granada, diez años después de su conquista, seguía manteniendo el perfil de una ciudad musulmana. Pero era algo natural, si se tiene en cuenta que en las capitulaciones mediante las cuales se entregó la urbe a los Reyes Católicos se establecía el respeto a la religión, la lengua y las costumbres de los musulmanes. 
Ceuta
En ese clima contrario a la religión musulmana, muchos súbditos de religión musulmana que residían en los reinos cristianos huyeron de las persecuciones religiosas y se refugiaron en Ceuta. Según el Tratado de Monteagudo de las Vicarías (1291, entre Castilla y Aragón), la ciudad queda en la zona de influencia de Castilla. En 1305, siendo parte del Reino nazarí de Granada, la ciudad entra en el juego de la política mediterránea de Castilla. En 1415, el rey Juan I de Portugal, con sus hijos Eduardo, Pedro y Enrique "el Navegante", emprende en la zona la primera aventura ultramarina de ese país europeo. El 21 de agosto de ese año desembarcan en las actuales playas de San Amaro, salen victoriosos de la batalla de Ceuta y conquistan la ciudad, lo que dispara los proyectos de conquista territorial de Enrique. Desde esa fecha, pierde su autonomía y debe obedecer al poder del Reino de Portugal, Tras la muerte del rey Sebastián I de Portugal en 1578, el Reino de Portugal tras una crisis sucesoria se incorporó a la Monarquía Hispánica en 1580.   
Tras un tratado con el Reino de Fez, este reconoce Ceuta como portuguesa. La ciudad fue reconocida como portuguesa por el Tratado de Alcázovas y el Tratado de Tordesillas. En 1668 Portugal recupera su independencia pero la ciudad de Ceuta permanece unida a la Monarquía Hispánica, hasta la actualidad. 
Región del Rif

Alhucemas, instituto español de época del protectorado español de Marruecos

Desde 1912 hasta 1956 formó parte del Protectorado Español. Así se puede observar el estilo andalusí en muchos de sus edificios, el dominio generalizado del idioma español o influencias gastronómicas, como la tortilla o la paella. 
Sin embargo, las tribus del Rif no se sometieron durante mucho tiempo a los españoles. Con ansias independentistas, los bereberes nunca han visto con buenos ojos que su pueblo fuera absorbido por España (Melilla y el Protectorado) y Marruecos (el resto del Rif). Durante los siglos XIX y XX, esta influencia se resume con los siguientes hitos:
- Guerra de África (1859-1860), que finalizó con el Tratado de Wad-Ras tras la batalla de Tetuán.
- Guerra de Margallo (o Primera guerra del Rif) (1893-1894).
- Guerra de Melilla (1909) (Desastre del Barranco del Lobo). Fue originada por discrepancias en la Compañía Española de Minas del Rif.
- Protectorado español de Marruecos (1913-1956): No fue hasta 1912 cuando Francia, con el apoyo de Alemania y la retirada de los intereses británicos e italianos, realizó el reparto de Marruecos con España , asignándole un territorio norte (Yebala-Rif) y otro sur (Tarfaya).
- Guerra del Rif (1911-1926): la ocupación española chocó con una violenta oposición de las tribus del Rif lideradas por Abd el-Krim, que se materializó en el llamado Desastre de Annual (1921) donde las tropas españolas fueron derrotadas. Finalmente, Abd el-Krim perdió la guerra tras el Desembarco de Alhucemas (1925) con la ayuda de Francia (tropas bajo el mando del que luego sería presidente de la república, general Pétain). Esta rebelión dio lugar a una efímera independencia del territorio, la República del Rif -1921-1926- (su primer presidente fue Abd el-Krim).

### El Rif en elsigloXX
Ante las presiones a favor de la independencia de los territorios marroquíes que controlaba, España firmó en abril de 1956 la independencia del Rif.
El Rif se ha visto excluido de la vida política del Marruecos independiente. Así en 1958 se produjo la revuelta del Rif. El gobierno de Rabat controló la situación con las tropas del ejército, que causaron unas 8.000 bajas por parte de los rifeños. El rey Hassán II, durante todo su mandato, sumió al Rif en la pobreza y la ignorancia, con la idea de que esto podría acabar con las ansias independentistas que una vez partieron de mentes intelectuales, haciendo desaparecer cualquier estudio de la lengua y cultura bereberes de la zona. Esa etapa es conocida como los Años de plomo. Debido a la represión ejercida, se conoce la existencia de ciertas organizaciones políticas que reclaman desde un desarrollo para la zona hasta la separación de dicho territorio de Marruecos.
Hassan II fallece y le sucede, su hijo Mohamed VI, que accede al trono el 23 de julio de 1999. A partir de esa fecha, la población bereber ha experimentado un levantamiento del castigo impuesto por el anterior Jefe del Estado, el rey Hassan II. Hoy en día,  se puede ver cómo los estudios bereberes, su cultura y, sobre todo su lengua, se estudian en distintos institutos y seminarios repartidos por todo Marruecos, ante todo en el norte.
Sin embargo, esta actividad cultural no tiene su reflejo en la actividad política. En 2008, el rey de Marruecos declaró "fuera de la ley" al principal partido político bereber, el Partido Democrático Amazigue Marroquí (PDAM), lo que originó un fuerte descontento popular.
Melilla
En Melilla, la situación de los rifeños cambió de manera radical con los acontecimientos de 1986, cuando una revuelta popular dirigida por Omar Mohamedi Dudú exigió los derechos que esta población tenía de ser reconocida española. El delegado del Gobierno Español del momento, Manuel Céspedes (PSOE), concedió una medida sin precedentes, otorgando a la gran mayoría de bereberes residentes en Melilla (con la llamada tarjeta de estadística) el Documento Nacional de Identidad, con la oposición, entre otros de Alianza Popular y de la Unión del Pueblo Melillense. Desde entonces, los rifeños melillenses, ahora españoles, han reivindicado su condición cultural y su lengua como "autóctonas" y pretendiendo unir (hasta ahora sin éxito) estos dos denominadores identificativos al panorama cultural y lingüístico de España, o al menos, al de Melilla, como parte del Rif, poblacional y geográficamente hablando.

## Población
El Rif es una zona geográficamente muy extensa, desde las montañas que rodean Melilla. Sin embargo, hay una diferencia entre el Rif geográfico y el cultural, ya que las montañas cercanas a Tetuán y Chauen reciben hoy el nombre de Yebala y sus habitantes, conocidos como yeblis o yebala ("montañeses"), quienes étnicamente son en gran parte bereberes "ghomaries", que hablan un dialecto del árabe diferente al resto de Marruecos, debido a su influencia ghomarí y árabe pre-hilalí. Los rifeños residen en las zonas en torno a las ciudades de Alhucemas, Nador, Taza y Uxda, donde se pueden visitar poblados que han sido poco o nada alterados por las fuerzas colonizadoras de Francia y España o por la moderna marroquinización. 
Los europeos cuando visitan el Rif, se ven sorprendidos por el aspecto físico de sus habitantes a semejanza de poblamientos europeos, ya que una gran proporción de ellos presenta un aspecto europeo, con individuos de piel clara, ojos azules, grises o verdes y pelo rubio o pelirrojo. Su origen es precisamente este y su lengua, el bereber, de origen camita, ha evolucionado al margen de otros fenómenos lingüísticos en las montañas del Rif.
Esta proporción en la presencia de características fisonómicas europeo-nórdicas en sus habitantes supera incluso a muchas regiones europeas donde también se dan, como puede ser el sur de Italia o de España.

## Economía
En línea con los esfuerzos internacionales, el Gobierno marroquí está eliminando progresivamente el cultivo del quif. En realidad el Gobierno no presta mucha atención a la zona y por eso esta industria ha cobrado una importancia económica vital. Esta zona continúa siendo pobre a pesar de las plantaciones ilegales del quif, el contrabando con Ceuta y Melilla, la creación de una nueva fábrica de acero en Nador y el desarrollo del turismo.

## Música
La música tradicional del Rif es bereber, y en menor medida andalusí, variada y muy rica.
Hay diferentes tipos: Ahidús del Rif, Taktouka, Aduár, Reggada. Hay grupos o cantantes antiguos y modernos:
- Grupos antiguos: Mudrus, Mimount, Serouan, etc.
- Grupos modernos que han ido apareciendo desde los años 60: Ithran, Walid Mimoun , Khalid Izri ,Hamid Temsamani, Mimoun Refroua, Thifridjas, Twattoun, Najib Amazigh, Allal, Tifyur, Med Ziani, Agraf, Sheikh Muhand, Said Mariouari, Rachid nadori, entre otros ...
- Música andalusí (muwashahat): debido a la expulsión de los musulmanes de España, tanto españoles, árabes y bereberes se instalaron en la región, estableciendo también la música que se tocaba en al-Ándalus. Esta música se puede ver en Tetuán, con músicos como Abdessadeq Cheqara.

## Literatura
La literatura rifeña, centrada principalmente en la tradición oral amazigh, ha sido clave para preservar la memoria histórica y cultural de la región. Destacan las epopeyas Dhar n Ubarran y Bouzineb, que relatan las luchas rifeñas contra los colonizadores españoles y franceses, respectivamente. Estas obras épicas han influido en poetas y músicos contemporáneos, como Mimoun El Walid y Allal Chilah, quienes continúan explorando temas históricos y culturales, conectando el pasado con el presente rifeño.